# Onda Verde
Onda Verde is een gemeente in de Braziliaanse deelstaat São Paulo. De gemeente telt 4.005 inwoners (schatting 2009).

## Aangrenzende gemeenten
De gemeente grenst aan Altair, Guapiaçu, Ipiguá, Nova Granada en São José do Rio Preto.